# Paragem de Mozelos
A Paragem de Mozelos, igualmente conhecida como Moselos e originalmente denominado em Mozellos, foi uma gare da Linha do Linha do Vouga, que servia a localidade de Moselos, no concelho de Viseu, em Portugal.

## História

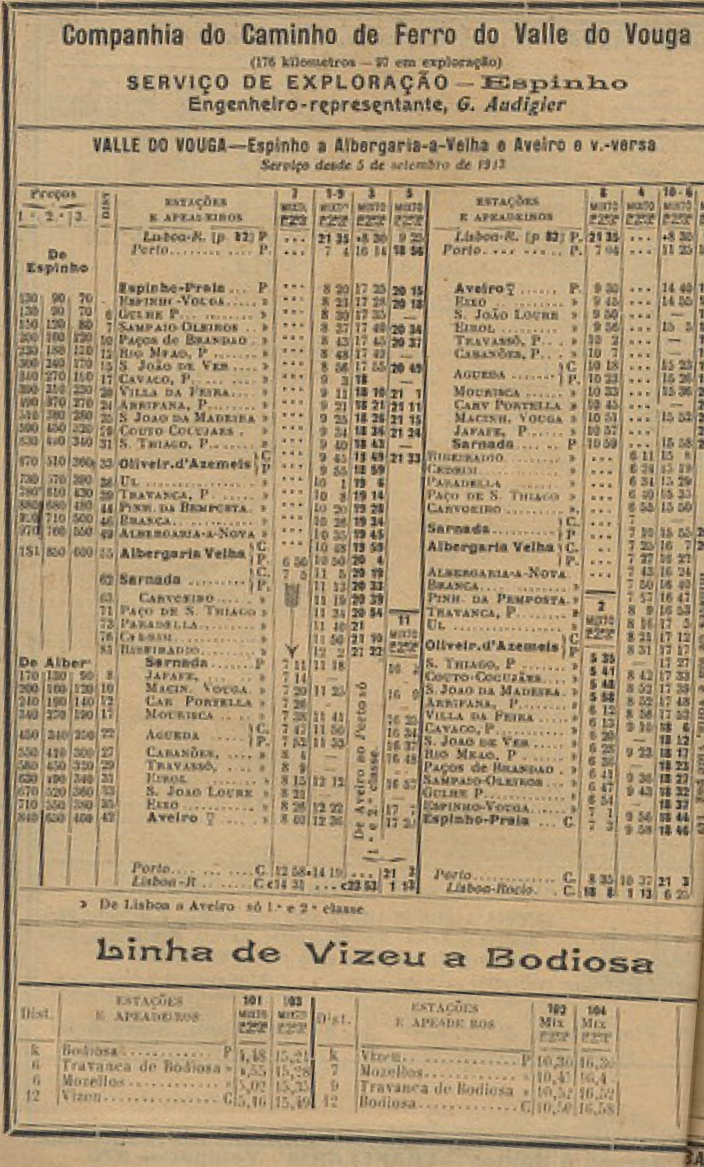
Horário de 1913, onde esta gare surge com o nome de Mozellos.

Esta paragem situava-se no troço entre Bodiosa e Viseu, que entrou ao serviço em 5 de Setembro de 1913, tendo sido construído pela Compagnie Française pour la Construction et Exploitation des Chemins de Fer à l'Étranger. Surge com o nome de Mozelos num horário de 1939, onde se refere que os comboios só paravam aqui caso houvessem passageiros para embarcar ou desembarcar.
Em 1 de Janeiro de 1947, a gestão da Linha do Vouga foi trespassada para a Companhia dos Caminhos de Ferro Portugueses. Em 2 de Janeiro de 1990, a operadora Caminhos de Ferro Portugueses encerrou a circulação no lanço entre Sernada do Vouga e Viseu.

## Leitura recomendada
- SILVA, José Ribeiro da; RIBEIRO, Manuel (2007). Os Comboios em Portugal. Col: Os Comboios em Portugal. Volume III 1.ª ed. Lisboa: Terramar - Editores, Distribuidores e Livreiros, Lda. 203 páginas. ISBN 978-972-710-408-6